# Se...ra Kheti
Se...ra Kheti (fl. XXII-XXI secolo a.C.) è stato un sovrano egizio, inserito alla X dinastia, si conosce solo tale parte del suo nome.

## Biografia
Di questo sovrano non si conosce praticamente nulla se non parte del prenomen.
Analogamente agli altri sovrani della X dinastia regnò, sul Basso Egitto da Eracleopoli in contrapposizione con i principi tebani della XI dinastia che controllavano l'Alto Egitto.
Del suo nome si conoscono solamente alcuni frammenti
|                      |   |      |         |   |   |
| \| \| \| \| \| \| \| |   |      |         |   |   |
|                      |   |      |         |   |   |
| N5                   | s | HASH | F32 · t | i | i |

| N5 | s | HASH | F32 · t | i | i |

|                      |   |      |         |   |   |
| \| \| \| \| \| \| \| |   |      |         |   |   |
|                      |   |      |         |   |   |
| N5                   | s | HASH | F32 · t | i | i |

| N5 | s | HASH | F32 · t | i | i |

s...rˁ ẖ t y - Se...ra Kheti